# Hans Hachmann

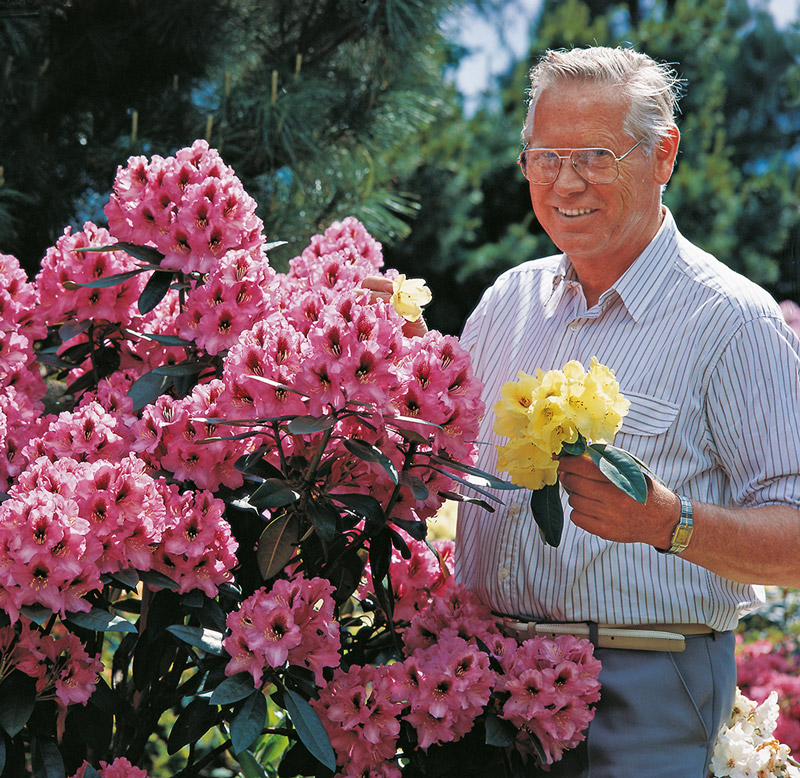
Rhododendronzüchter
Hans Hachmann

Hans Hachmann (* 5. April 1930 in Barmstedt; † 5. März 2004 in Westerland) war ein deutscher Gärtnermeister und Pflanzenzüchter. Mit T. J. Rudolf Seidel (1861–1918) und Dietrich G. Hobbie (1899–1985) zählt Hans Hachmann zu den bedeutendsten deutschen Rhododendronzüchtern.

## Leben und Wirken
Hans Hachmann wurde 1930 in Barmstedt (Schleswig-Holstein) geboren. Sein Vater, Johannes Hachmann, hatte im Jahr zuvor dort die Baumschule Hachmann gegründet.
Hans Hachmann absolvierte seine Ausbildung zum Gärtner 1944–47 und arbeitete anschließend als junger Gärtner in Holstein und im Ammerland. In der ammerländischen Baumschule Bruns nahm seine Begeisterung für Rhododendren ihren Anfang. Diese wurde verstärkt durch die Rhododendren des Züchters Dietrich G. Hobbie im nahen Linswege. Als Hans Hachmann 1950 in den elterlichen Betrieb eintrat, brachte er aus dem Ammerland fünfzig Rhododendronsorten mit sowie die Idee, diese Pflanzenart in Schleswig-Holstein zu kultivieren und weiterzuentwickeln. Der im benachbarten Klein Offenseth-Sparrieshoop ansässige Rosenzüchter Wilhelm Kordes ermutigte Hans Hachmann darin.
Von der ersten Kreuzung zweier Sorten, über die Selektion vielversprechender Sämlinge bis zur Vermehrung ausgewählter neuer Varietäten vergehen bei Rhododendren 15 bis 20 Jahre. So konnte Hans Hachmann ab 1974/75 seine ersten eigenen Rhododendron-Züchtungen in den Handel bringen. Wenige Jahre danach begannen verschiedene Gartenzeitschriften über die Rhododendron-Neuheiten von Hans Hachmann zu berichten. So wurde nicht nur das Fachpublikum, sondern auch ein großer Kreis der Gartenliebhaber auf den Züchter aufmerksam.
Im Laufe von fünfzig Jahren Züchtungsarbeit entstanden aus etwa 5000 Kreuzungen mehr als 400 neue Sorten. Hans Hachmanns Neuheiten sind seit vielen Jahren auf Landes- und Bundesgartenschauen zu sehen und haben hier zahlreiche Auszeichnungen erhalten. Deshalb reisen Rhododendron-Enthusiasten aus aller Welt gerne nach Barmstedt, um den Rhododendron-Vergleichsgarten der Baumschule Hachmann zu besuchen.
Nicht nur in privaten Gärten, auch in vielen botanischen Gärten Europas sind Rhododendron-Züchtungen von Hans Hachmann zu finden, zum Beispiel im Botanischen Garten Hamburg, im Botanischen Garten der Universität Bergen (Norwegen) und in der Stadt Bergen selbst, im Milde Arboretum, Norwegen, im Botanischen Garten Frankfurt am Main und Palmengarten Frankfurt sowie im Lausitzer Findlingspark Nochten.
Hans Hachmann machte sich auch über die Grenzen Deutschlands hinaus einen Namen. Besonders in Nordeuropa und in den USA finden seine Rhododendron-Züchtungen großes Interesse. In vielen Ländern produzieren inzwischen Lizenznehmer Sorten von Hans Hachmann für ihren heimischen Markt (Dänemark, Schweden, Norwegen, Finnland, Großbritannien, Frankreich, Polen, Tschechien, USA, Brasilien, Australien und Neuseeland).
Die Züchtungsarbeit von Hans Hachmann umfasst neben Rhododendren auch Potentilla-fruticosa und Ilex-Sorten.

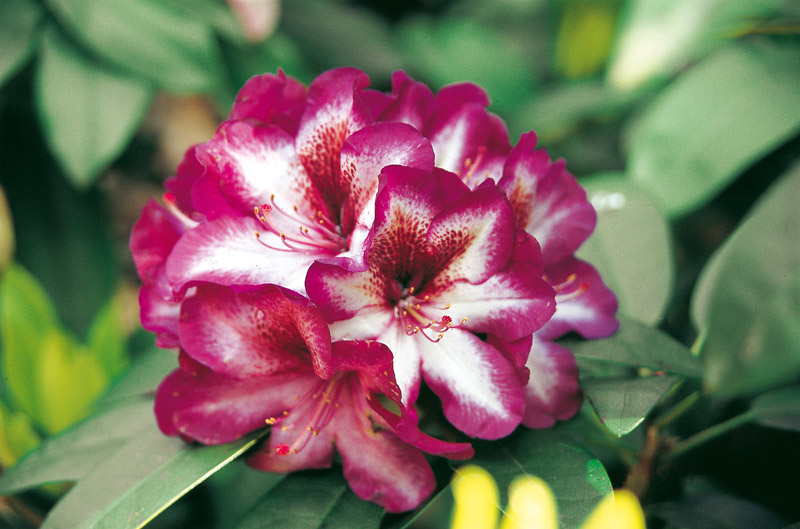
Rhododendron Hybr. 'Hans Hachmann'

Hans Hachmann starb am 5. März 2004 während eines Urlaubs auf der Insel Sylt. Die Baumschule Hachmann wird zurzeit in dritter Generation von seinem Sohn Holger Hachmann geleitet, der die Züchtung von Rhododendren fortsetzt. Eine seiner eigenen Rhododendron-Züchtungen wurde im Jahr 2009 auf den Namen ‚Hans Hachmann‘ getauft.

## Rhododendron-Züchtungen

### Großblumige Hybriden
Bei der Züchtung neuer Rhododendronhybriden legte Hans Hachmann besonderen Wert auf ausreichende Winterhärte, reine, leuchtende Blütenfarben, Blütenreichtum, ungewöhnliche Blütezeiten, große Blüten, schöne, gesund belaubte Blattpflanzen mit gutem Aufbau, niedrige kompakt wachsende Sorten, weitgehende Kalktoleranz, Duft, Pflanzengesundheit und Blühdauer.
|  |  |  |

### Rhododendron-yakushimanum-Hybriden (Rhod. yakushimanum)
Aus Großbritannien erhielt Hans Hachmann 1962 eine Jungpflanze der erst 1934 von der südjapanischen Insel Yakushima eingeführten Rhododendron yakushimanum. Deren außergewöhnliche Winterhärte von −30° bis −35 °C entsprach einem seiner höchsten Züchtungsziele. Deshalb kreuzte Hans Hachmann diese Art mit großblumiger Sorten. Aus diesen Einkreuzungen entstanden 38 Rhododendron yakushimanum Hybriden, die sich sowohl durch die Schönheit der Blüte sowie durch besondere Winterhärte auszeichnen.
|  |  | Rhododendron yakushimanum 'Rendezvous' |

### Wildarten / Hybriden
Rhododendron Wildarten sind vor allen Dingen in Zentralasien in Ländern wie China, Tibet, Nepal, Indien, Korea, Japan, im Kaukasus, sowie Nordamerika anzutreffen. Deren genetische Potentiale werden insbesondere von der zweiten Züchtergeneration züchterisch bearbeitet.

### Japanische Azaleen (Rhod. obtusum)
Der Volksmund spricht hier irreführend von Azaleen, der Botaniker zählt auch diese Gruppe zu den Rhododendron. Hans Hachmann richtete sein Hauptaugenmerk bei dieser Rhododendronart auf die Winterfestigkeit (mindestens −20 °C). Japanische Azaleen sind weder laubabwerfend noch immergrün, sondern „wintergrün“. Die Fähigkeit, möglichst viel Laub auch im Winter zu behalten, war ein zweites Zuchtziel von Hans Hachmann. Gedrungener Wuchs, Sonnenbeständigkeit der Blüte, Ausweitung des Blütenfarbspektrums und Pflegeleichtigkeit waren weitere Züchtungskriterien, die er verfolgte.
|  |  |  |

### Knap-Hill-Azaleen (Rhod. luteum)
Die Optimierung der sommergrünen Azaleen zählte ebenfalls zum vielfältigen Zuchtprogramm von Hachmann. Sein Hauptaugenmerk galt in dieser Art der Winterhärte und der besseren Vermehrbarkeit der Sorten. Seine bekannteste Auslesen sind die Sorten Feuerwerk, Goldtopas und Nabucco.
|  |  |  |

### Kalktolerante INKARHO®-Rhododendren
Bei der Entwicklung kalktoleranter Rhododendren arbeitete Hans Hachmann eng mit der Bundesforschungsanstalt für gartenbauliche Pflanzenzüchtung in Ahrensburg zusammen. Gemeinsam wurden wurzelstarke, kalktolerante Veredlungsunterlagen geschaffen, die auch für ungünstigere Böden, etwa ton- oder lehmhaltige Böden geeignet sind.

## Ehrungen
Auf Gartenbau-Ausstellungen im In- und Ausland erhielten die Rhododendron-Züchtungen von Hans Hachmann seit dem Jahr 1979 hohe Bewertungen und Auszeichnungen.
Insgesamt prämierte der Zentralverband Gartenbau e. V. Rhododendron-Züchtungen von Hans Hachmann auf Bundes- und Landesgartenschauen mit 166 Goldmedaillen sowie 76 in Silber und 12 in Bronze.
- 19. Oktober 1985: Georg-Arends-Gedächtnismünze (Auszeichnung in Anwesenheit des Bundeskanzlers anlässlich der Bundesgartenschau in Berlin)
- 1991: Ehrenmitgliedschaft der Deutschen Rhododendron-Gesellschaft
- 19. Juli 1992: Verdienstkreuz am Bande des Verdienstordens der Bundesrepublik Deutschland
- 1996: Gold Medal der American Rhododendron Society anlässlich der Jahrestagung in Oban / Schottland
- 1999: Loderer Rhododendron Challenge Cup der Royal Horticultural Society
- 2001: Award of Garden Merit der Royal Horticultural Society für die Sorten 'Fantastica', 'Hachmanns Marlis', 'Rendezvous' und 'Tatjana'

## Mitgliedschaften
- Bund deutscher Baumschulen (hier tätig in den Ausschüssen „Züchtung und Nomenklatur“ und „Immergrüne und Koniferen“)
- Deutsche Rhododendron-Gesellschaft
- American Rhododendron Society
- Heidegesellschaft
- Deutsche Dendrologische Gesellschaft